# Organi della basilica di Sant'Alessandro in Colonna a Bergamo

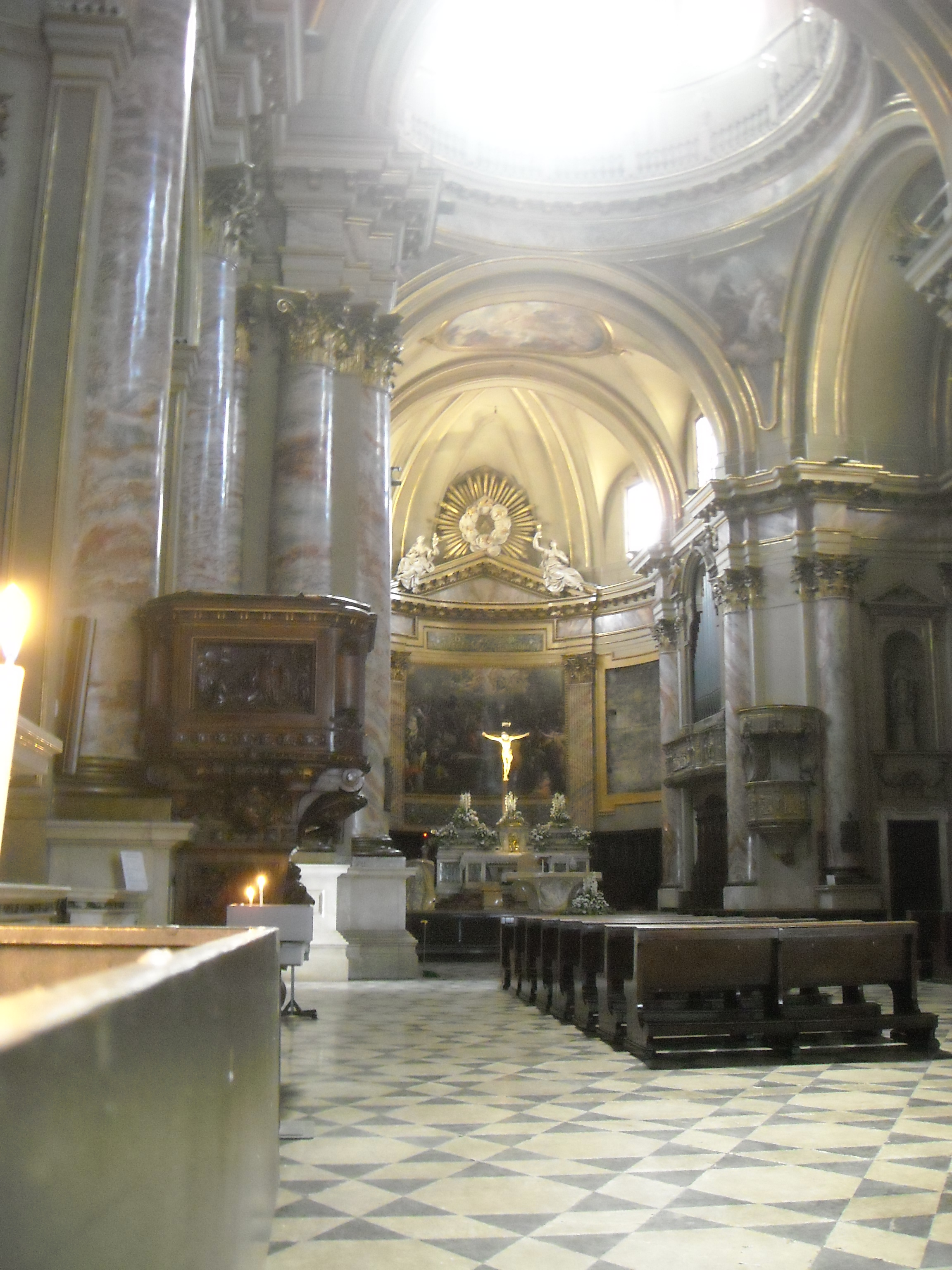
Interno della basilica di Sant'Alessandro in Colonna

Gli organi della basilica di Sant'Alessandro in Colonna a Bergamo sono due strumenti storici costruiti dai Serassi:
- l'organo maggiore è l'opus 193-194, venne costruito nel 1781 ed è collocato nell'abside, ai lati dell'altare maggiore, su due cantorie gemelle; è caratterizzato dalla trasmissione meccanica sotterranea che collega il Terzo organo (prima tastiera, situato sulla cantoria di sinistra) alla consolle (collocata sulla cantoria di destra);[2]
- l'organo della cappella della Madonna del Patrocinio è l'opus 376, e venne costruito nel 1844.[3]

## Storia
Giuseppe I Serassi (1694-1760), originario di Grandola in Val Menaggio (provincia di Como) fondò l'omonima ditta organaria a Bergamo agli inizi del XVIII secolo; i suoi immediati successori furono il figlio Luigi Andrea (1725-1799), coadiuvato anche dal fratello sacerdote Giovanni Battista (1727-1808) e il nipote Giuseppe II (1750-1817). Sotto la direzione di quest'ultimo, l'azienda acquisì un elevato standard qualitativo, specialmente in merito alla meccanica.
Tra il 1778 e il 1781, per la chiesa di Sant'Alessandro in Colonna in Bergamo, radicalmente restaurata in stile barocco tra il 1670 e il 1737, Giuseppe II Serassi costruì un grande organo a canne, caratterizzato dall'avere un corpo collegato alla consolle tramite una catenacciatura lunga 33 metri passante in un'apposita galleria sotto il pavimento del presbiterio: l'organaro stesso, all'atto di presentazione del progetto, si dichiarò disposto di pagare di tasca propria l'innovativa trasmissione qualora avesse presentato dei problemi.
Questa invenzione ebbe molto successo, non solo in ambito organario: l'imperatore Ferdinando I d'Austria, impossibilitato a farlo di persona, inviò degli esperti ad esaminare l'opera e, per decisione del Senato della Repubblica di Venezia, la ditta Serassi, a partire dal 1784 e per i quindici anni successivi, venne straordinariamente esentata dal pagamento dei dazi.
Successivamente, lo strumento venne più volte restaurato e modificato; fu oggetto di interventi di restauro nel 1807 e nel 1844 da parte della stessa ditta Serassi, nel 1855 da Giovanni Giudici e nel 1887 da Adeodato Bossi Urbani, che rimosse la meccanica sotterranea ed elettrificò il corpo di sinistra. Contemporaneamente al loro ultimo intervento sull'organo maggiore, nel 1844, i Fratelli Serassi costruirono per la cappella della Madonna del Patrocinio un secondo organo di piccole dimensioni, che successivamente venne modificato secondo i canoni della Riforma ceciliana.
L'organo maggiore è stato oggetto di un importante restauro conservativo nel 1970 da parte della ditta Tamburini (opus 604), durante il quale venne ripristinata la trasmissione meccanica sotterranea, e successivamente, alla fine degli anni 1980, ad opera dello stesso organaro, venne installata una nuova consolle nell'abside, collegata ad un robot applicato alla consolle meccanica in cantoria che agiva sulla seconda e la terza tastiera, mentre il corpo di sinistra era collegato alla consolle Tamburini tramite la trasmissione elettrica di Bossi Urbani successivamente aggiornata; nel 2010, a causa di vari problemi della trasmissione elettrica, la consolle Tamburini è stata scollegata e si è tornati ad utilizzare esclusivamente quella originaria. Attualmente, a più di quarant'anni dall'ultimo restauro, lo strumento necessita di un intervento di manutenzione straordinaria che ne garantisca la piena efficienza e funzionalità.

## Descrizione

### Organo maggiore

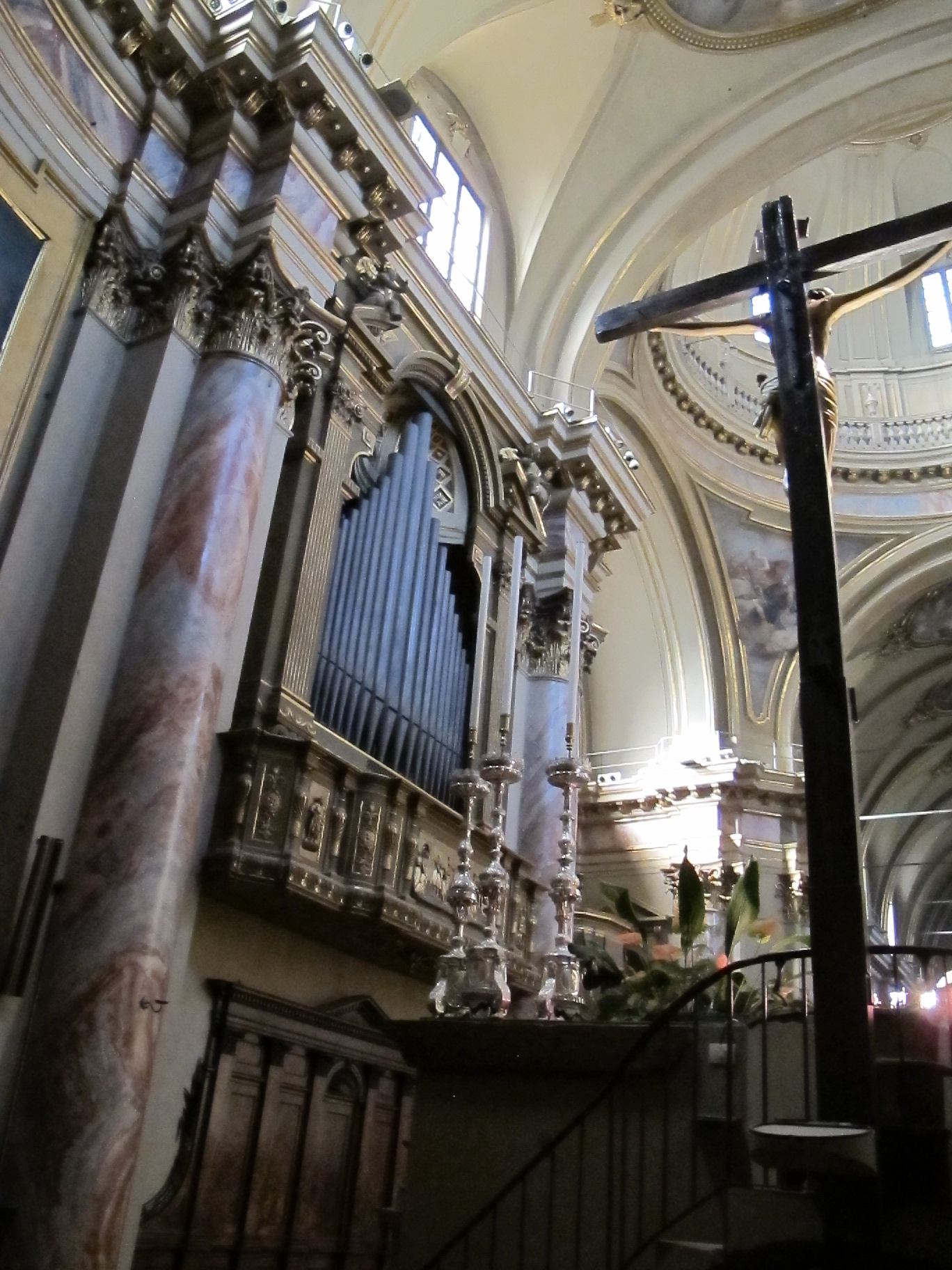
Il corpo di destra dell'organo

Sulle due cantorie ai lati del presbiterio, si trova l'organo a canne Serassi opus 193-194, costruito tra il 1778 e il 1781; conta 59 degli 84 registri originari, per un totale di 3854 canne.
Lo strumento si articola in due corpi: sulla cantoria di destra si trovano le canne del Grand'Organo (terza tastiera), dell'Organo eco (seconda tastiera) e della relativa sezione del Pedale; sulla cantoria opposta, invece, vi sono quelle del Terzo organo (prima tastiera) e della relativa sezione del Pedale. Entrambi sono racchiusi entro una cassa lignea con prospetto nel quale, tra due lesene corinzie lisce, si apre una grande nicchia, il cui catino è decorato a cassettoni. La mostra di ciascun corpo è formata da 19 canne di principale dell'ordine dei 16', con bocche a mitria allineate orizzontalmente.
La particolare meccanica che collega la consolle al Terzo organo, è lunga 33 metri e si sviluppa in parte orizzontalmente (nella galleria sotto il presbiterio, lunga circa 17 metri), in parte verticalmente (da e per la galleria sotterranea); restaurata da Tamburini nel 1970, si articola su tre livelli (tiranti della tastiera, della pedaliera e dei registri), con fili d'ottone sospesi a pendoli mobili.
La consolle è situata sulla cantoria di destra, al centro della parte inferiore della cassa, sotto la mostra. È a finestra e dispone di tre tastiere di 62 note (Do-1-Fa5) con controttava scavezza (non azionabile nel Terzo organo, richiamante la prima ottava nell'Organo eco e reale nel Grand'Organo) e pedaliera dritta di 27 note (Do-1-Re3), con prima ottava cromatica ed estensione reale di 12 note (Do-1-Si1), ad eccezione del registro Bombarde 16', reale fino a Si2. La registriera si sviluppa ai due lati della consolle su quattro colonne, secondo il seguente schema:
| Terzo organo manette a scorrimento laterale | Organo eco pomelli ad estrazione | TASTIERE | Grand'Organo (Concerto) manette a scorrimento laterale | Grand'Organo (Ripieno) manette a scorrimento laterale |

Di seguito la disposizione fonica in base alla posizione dei comandi dei registri nelle quattro colonne della registriera:
| I - Terzo organo         |                    |
| Principale               | 16'+8' Bassi       |
| Principale               | 16' Soprani        |
| Principale I             | 8' Soprani         |
| Principale II            | 8' Soprani         |
| Ottava                   | 4'                 |
| Due di ripieno           | 2'-1.1/3'          |
| Tre di ripieno           | 1/2'-1/3'-1/4'     |
| Due di ripieno           | 1'-2/3'            |
| Flauto in VIII           | 4'                 |
| Cornetto 4 file          | 4' Soprani         |
| Voce umana               | 8' Soprani         |
| Tromba                   | 8'                 |
| Contrabassi e ottave     | 16'+8' (al Pedale) |
| Duodecima di contrabassi | 5.1/3' (al Pedale) |

| II - Organo Eco |            |
| Principale      | 8'         |
| Ottava          | 4'         |
| Quintadecima    | 2'         |
| Decimanona      | 1.1/3'     |
| Vigesimaseconda | 1'         |
| Vigesimasesta   | 2/3'       |
| Vigesimanona    | 1/2'       |
| Sesquialtera    | 4/5'       |
| Cornetto 3 file | 4' Soprani |
| Flauto in       | 4'         |
| Voce umana      | 8' Soprani |
| Violoncello     | 8'         |

| III - Grand'Organo Concerto |                    |
| Cornetto I 3 file           | 4' Soprani         |
| Cornetto II 3 file          | 2' Soprani         |
| Clarino                     | 8' Bassi           |
| Trombe                      | 8' Soprani         |
| Fagotto                     | 8' Bassi           |
| Clarino                     | 8' Soprani         |
| Viola                       | 4' Bassi           |
| Flutta                      | 8' Soprani         |
| Flauto in VIII              | 4' Soprani         |
| Flauto in XII               | 2.2/3' Bassi       |
| Flauto in XII               | 2.2/3' Soprani     |
| Voce umana                  | 8' Soprani         |
| Bombarde                    | 16' (al Pedale)    |
| Ripieno 5 file              | (al Pedale)        |
| Duodecima di contrabbassi   | 5.1/3' (al Pedale) |

| III - Grand'Organo Ripieno |                    |
| Principale                 | 16' Bassi          |
| Principale                 | 16' Soprani        |
| Principale I               | 8' Bassi           |
| Principale I               | 8' Soprani         |
| Principale II              | 8' Bassi           |
| Principale II              | 8' Soprani         |
| Ottava                     | 4' Bassi           |
| Ottava                     | 4' Soprani         |
| Duodecima                  | 2.2/3'             |
| Quintadecima               | 2'                 |
| Decimanona                 | 1.1/3'             |
| Vigesimaseconda            | 1'                 |
| Due di ripieno             | 2/3'-1/2'          |
| Due di ripieno             | 2/3'-1/2'          |
| Due di ripieno             | 1/2'-1/3'          |
| Due di ripieno             | 2/3'-1/2'          |
| Sesquialtera 2 file        | 1.1/3'             |
| Contrabbassi e ottave      | 16'+8' (al Pedale) |

1. ↑  4'-2.2/3'-2'-1.3/5'
2. ↑  4'-2.2/3'-1.3/5'
3. ↑  4'-2.2/3'-1.3/5'
4. ↑  2'-1.3/5'-1.1/3'
5. ↑  1.1/3'-1'-4/5'

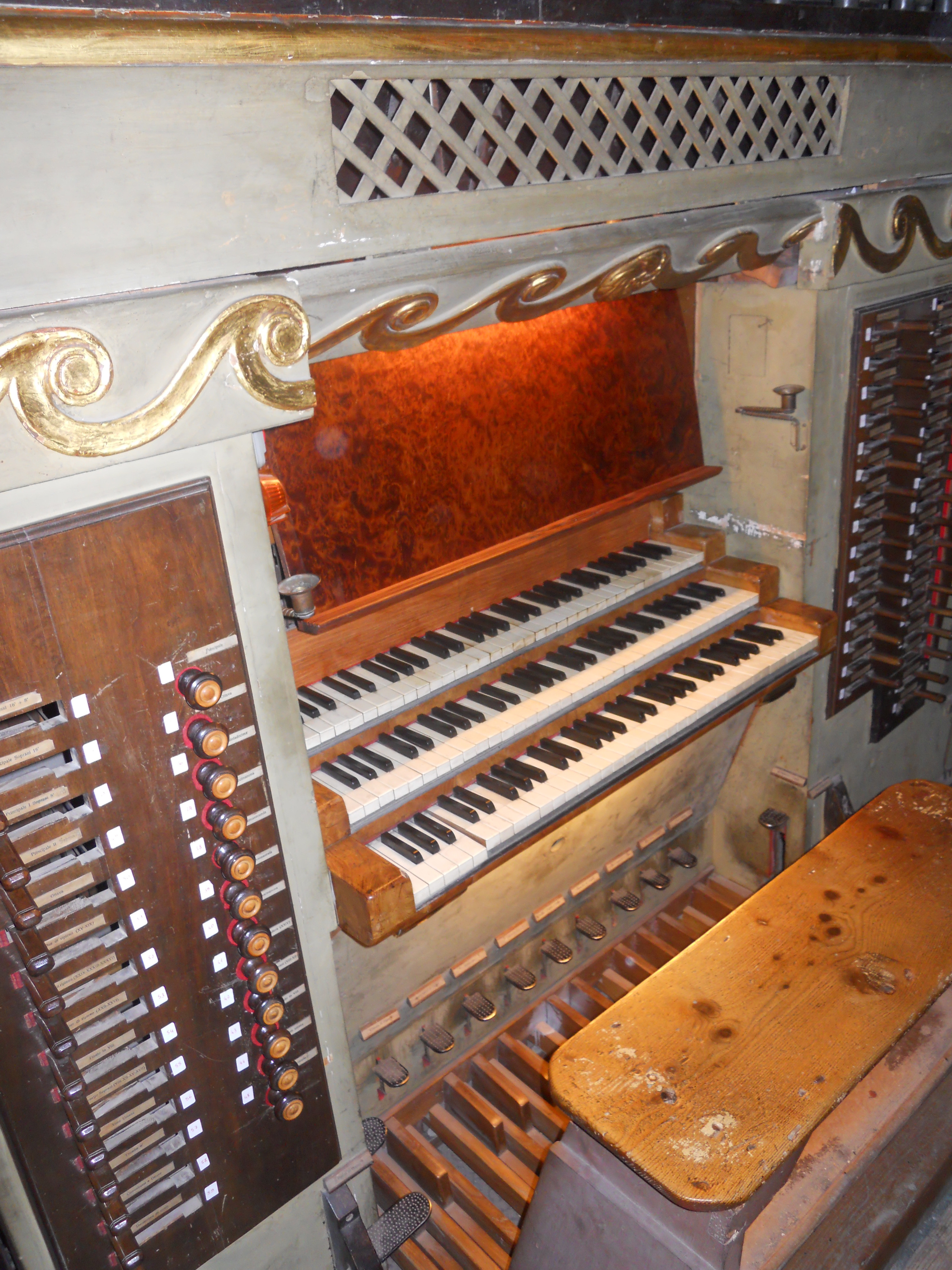
Consolle a finestra
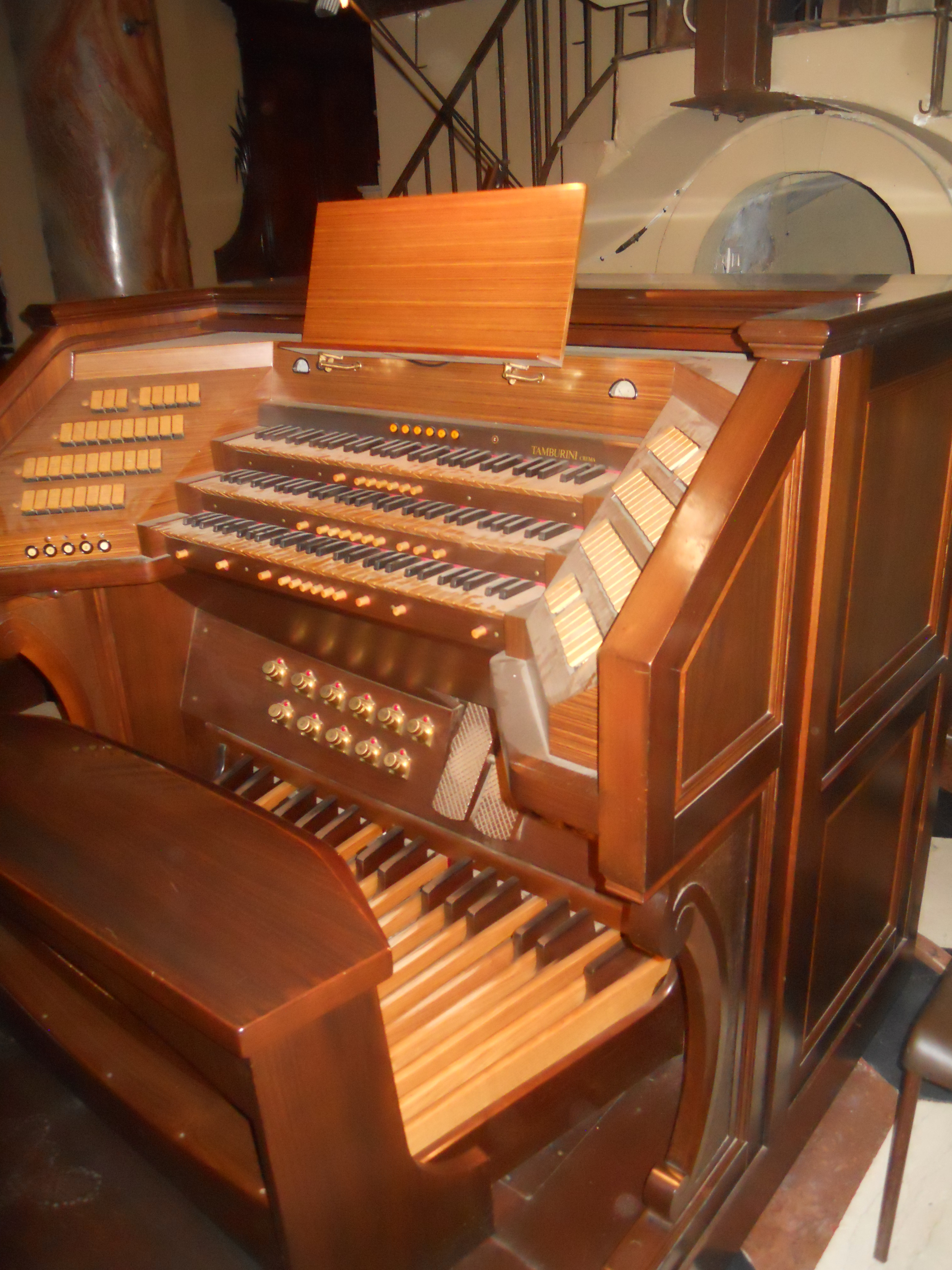
Consolle ausiliaria
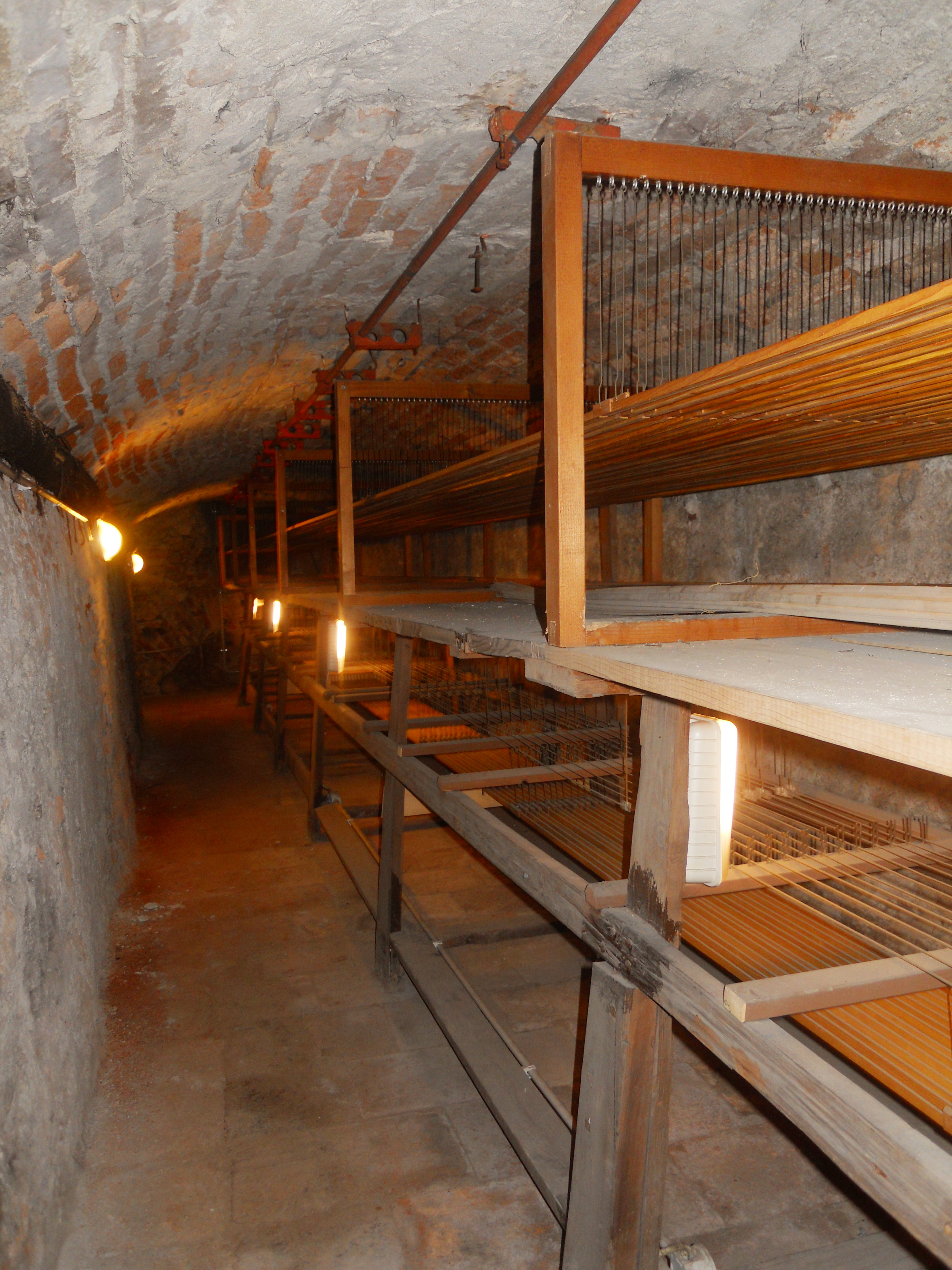
Trasmissione meccanica sotterranea
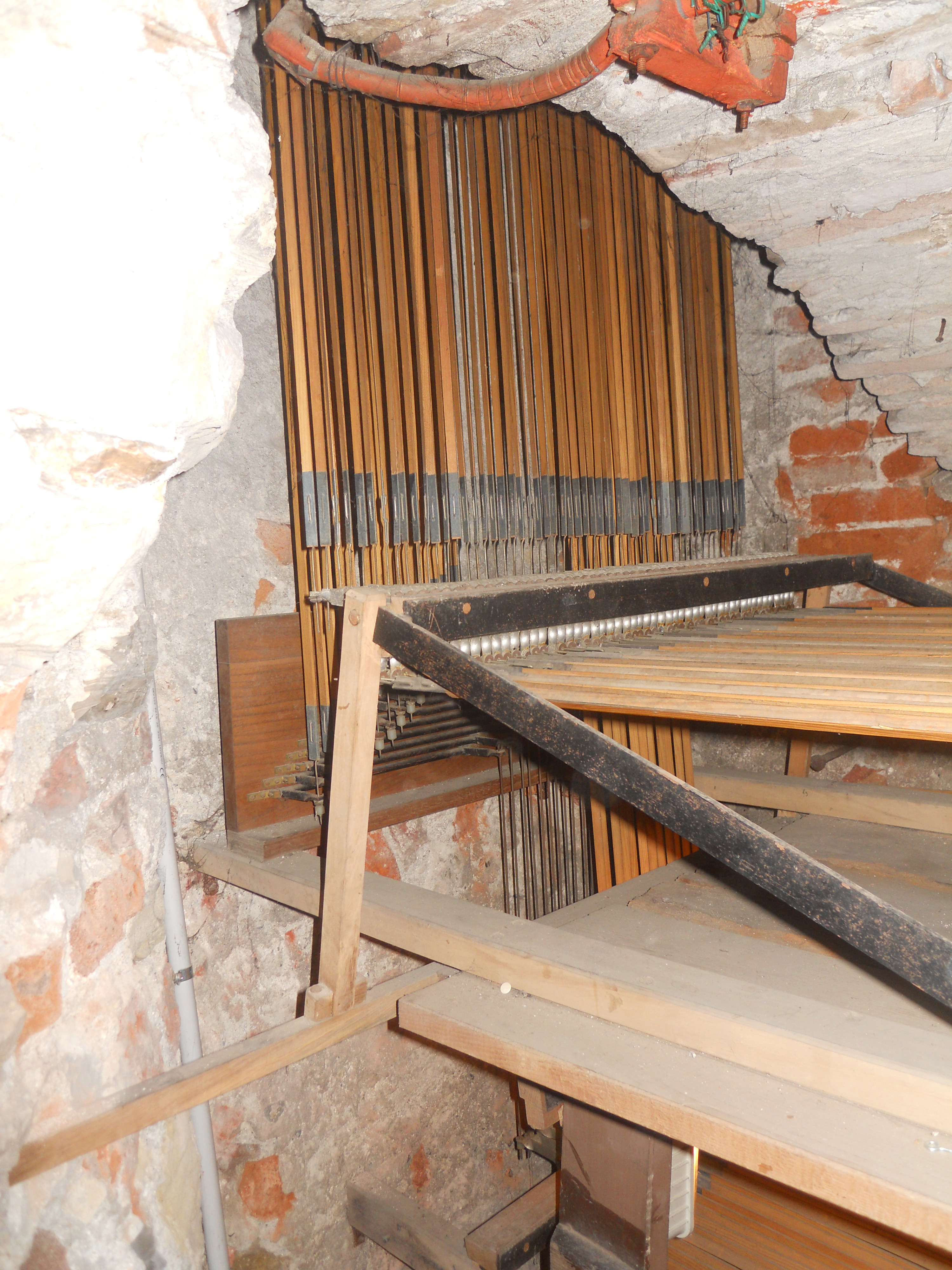
Particolare della trasmissione sotterranea
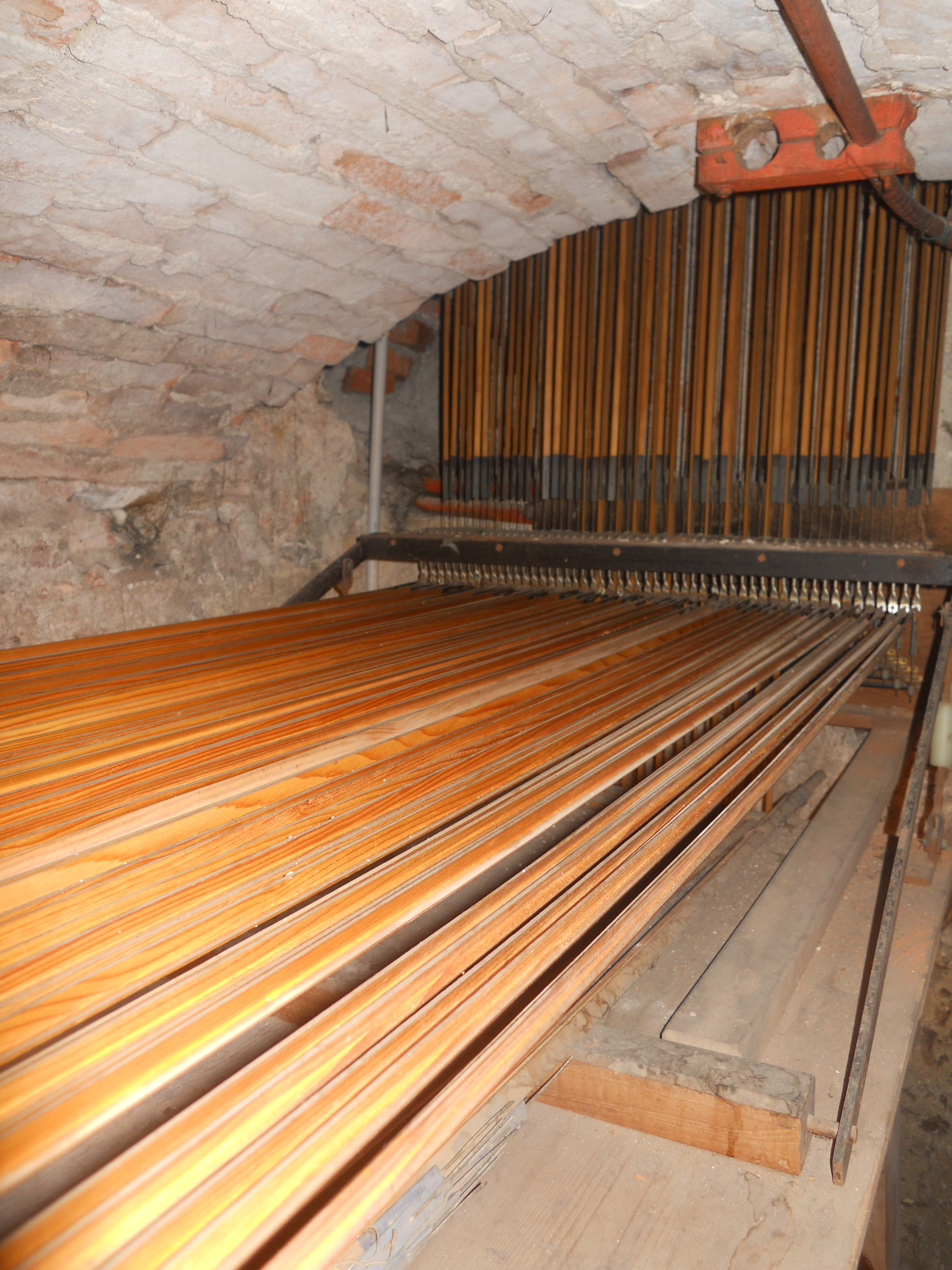
Particolare della trasmissione sotterranea

### Organo della cappella della Madonna del Patrocinio
Nella cappella della Madonna del Patrocinio, situata alla sinistra dell'abside, con accesso dal transetto, si trova l'organo a canne Serassi opus 376, costruito nel 1844.
Lo strumento è situato sull'apposita cantoria posta sopra l'ingresso della cappella, accanto al Terzo organo (prima tastiera) dell'organo maggiore, ed è a trasmissione integralmente meccanica. La sua consolle è a finestra e dispone di un'unica tastiera di 50 note (Do1-Fa5) con prima ottava scavezza e pedaliera a leggio di 18 note (Do1-Fa2, ma le note reali sono solo le prime 12) con prima ottava cromatica estesa; i registri sono azionati da manette a scorrimento laterale poste su due colonne verticali alla destra del manuale, secondo il seguente ordine:
| Colonna di sinistra - Concerto |                 |
| Cornetto                       | 3 file          |
| Celeste                        | 8' Soprani      |
| Celeste                        | 8' Bassi        |
| Flutta                         | 8' Soprani      |
| Viola gamba                    | 8' Bassi        |
| Viola gamba                    | 8' Soprani      |
| Flauto                         | 4'              |
| Voce umana                     | 8'              |
| Contrabbassi                   | 16' (al Pedale) |

| Colonna di destra - Ripieno |            |
| Principale I                | 8' Bassi   |
| Principale I                | 8' Soprani |
| Principale II               | 8' Soprani |
| Ottava                      | 4' Bassi   |
| Ottava                      | 4' Soprani |
| XV                          | 2'         |
| XIX                         | 1.1/3'     |
| XXII                        | 1'         |
| XXVI                        | 2/3'       |
| XXIX                        | 1/2'       |

1. ↑  da Do2.
2. ↑  da Do2.

Pesantemente modificato in epoca novecentesca, l'organo Serassi della cappella della Madonna del Patrocinio versa attualmente in condizioni precarie e necessita pertanto di un restauro che lo riporti alla fisionomia originaria.